# Ceyx
Ceyx är ett artrikt fågelsläkte i familjen kungsfiskare inom ordningen praktfåglar. Släktet har expanderats kraftigt nyligen sedan Ceyx lepidus, tidigare ’’variabel kungsfiskare’’, delats upp i ett antal arter. Numera omfattar det 24 arter som förekommer från Indien österut till sydöstra Kina och Filippinerna och söderut till Australien:
- Azurkungsfiskare (C. azureus)
- Bismarckkungsfiskare (C. websteri)
- Indigobandad kungsfiskare (C. cyanopectus)
- Nordlig silverkungsfiskare (C. flumenicola)
- Sydlig silverkungsfiskare (C. argentatus)
- Småkungsfiskare (C. pusillus)

- Orientkungsfiskare (C. erithaca)
- Rostryggig kungsfiskare (C. rufidorsa)
- Rosenkungsfiskare (C. melanurus)
- Sangihekungsfiskare (C. sangirensis)
- Sulawesikungsfiskare (C. fallax)
- Dimorfkungsfiskare (C. margarethae)
- Sulakungsfiskare (C. wallacii)
- Moluckkungsfiskare (C. lepidus)
- Burukungsfiskare (C. cajeli)
- Papuakungsfiskare (C. solitarius)
- Manuskungsfiskare (C. dispar)
- Newirelandkungsfiskare (C. mulcatus)
- Newbritainkungsfiskare (C. sacerdotis)
- Newgeorgiakungsfiskare (C. collectoris)
- Ockrabröstad kungsfiskare (C. meeki)
- Guadalcanalkungsfiskare (C. nigromaxilla)
- Makirakungsfiskare (C. gentianus)